# کریس گارلند
کریس گارلند (انگلیسی: Chris Garland؛ زادهٔ ۲۴ آوریل ۱۹۴۹) یک بازیکن فوتبال اهل انگلستان بود.
وی سابقه بازی در تیم‌های باشگاه فوتبال بریستول سیتی، چلسی و لستر سیتی را داشت.